# Waggonfabrik Gebrüder Gastell

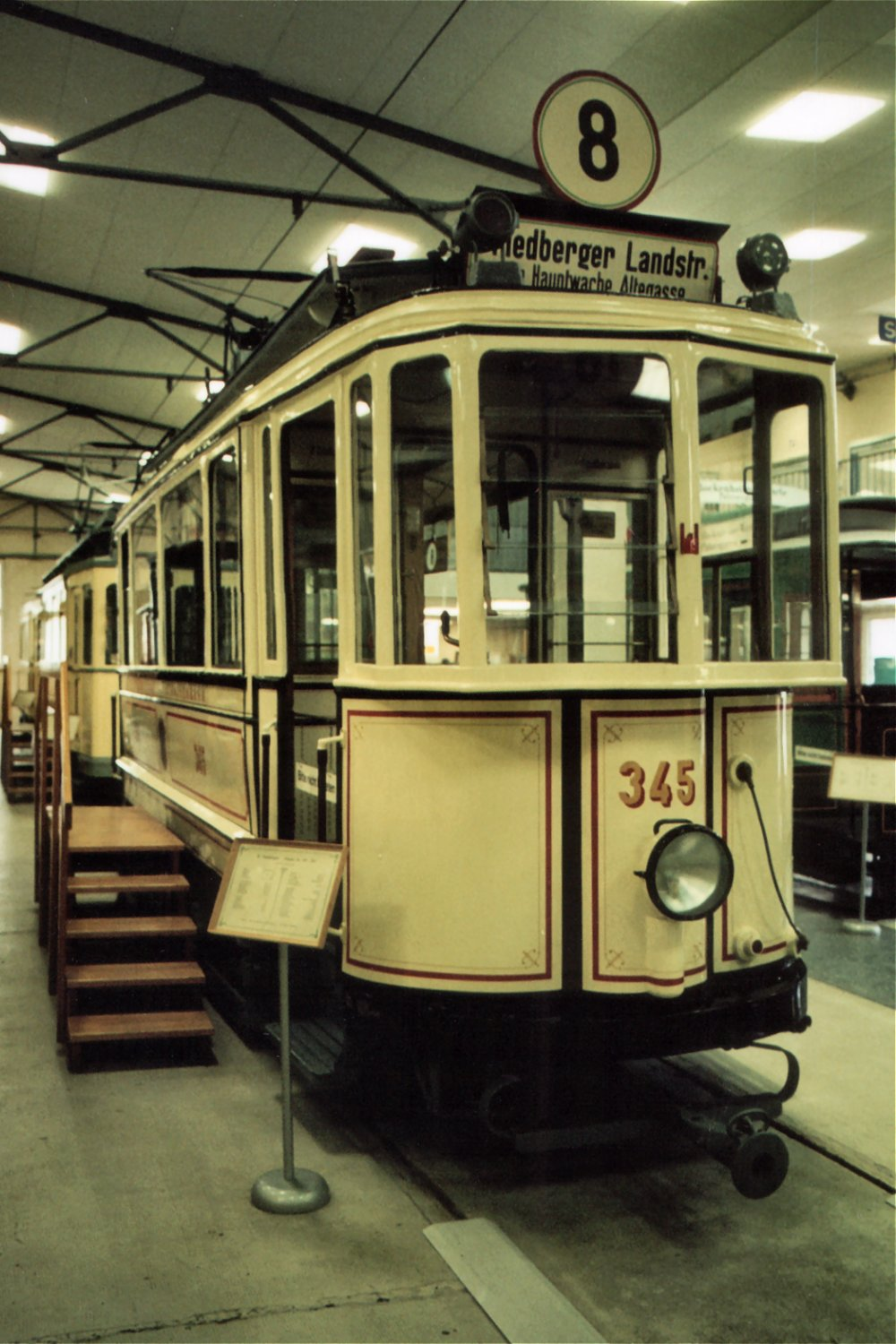
Spårvagn från Strassenbahn Frankfurt am Main: Motorvagn 345 från Gastell i Verkehrsmuseum Frankfurt

Waggonfabrik Gebrüder Gastell GmbH var en tysk tillverkare och järnvägs- och spårvägsfordon i Mainz. 
Waggonfabrik Gebrüder Gastell grundades 1820 på Ludwigstrasse i Mainz som en karosserifabrik av Josef Gastell, son till den från Bayern inflyttade sadelmästaren Anton Gastl. År 1842 övertog Albert och Otto Gastell ledningen för företaget, som började bygga järnvägsvagnar för bland annat Taunus-Eisenbahn, den 1839–1840 anlagda järnvägen mellan Frankfurt am Main och Wiesbaden. År 1845 köpte bolaget mark i Mainzförorten Mombach och byggde en ny fabrik där. 
Företagets idag byggnadsminnesförklarade byggnader i gult och rött tegel uppfördes 1896–1910 efter ritningar av Franz Philipp Gill.
Företaget fusionerades 1928 med bland andra Van der Zypen & Charlier och blev Westwaggon med säte i Köln.